# Puteaux APX

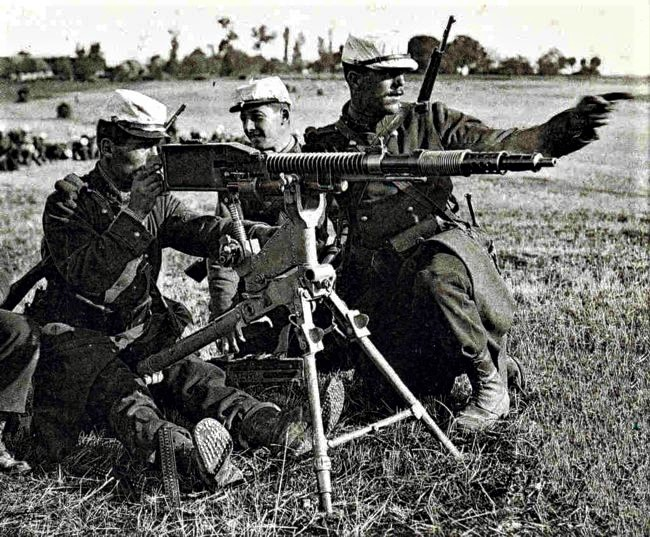
Soldados franceses disparando a metralhadora Puteaux Mle. 1905 em manobras.

A metralhadora Puteaux Modèle 1905 foi uma das primeiras tentativas de criar uma metralhadora viável para o "Armée de terre". Projetado por oficiais do Atelier de Construction de Puteaux (APX), acabou sendo um projeto malsucedido.

## Projeto
A Puteaux APX M1905 foi um projeto completamente radical e diferente das armas Hotchkiss. A Puteaux M1905 falhou em confiabilidade, simplicidade e capacidade geral de funcionar com credibilidade. Com uma taxa de tiro ajustável de trinta a seiscentos tiros por minuto, ela disparava o projétil 8mm Lebel, o mesmo usado na metralhadora Hotchkiss Mle 1914 (Mle 1900).
O sistema de alimentação consistia em várias tiras de metal de munição alimentadas, também as mesmas daHotchkiss, mas não sem várias modificações. Muito poucas Puteaux M1905 foram entregues e quase não foram usadas em batalha, apesar de terem visto alguma ação nas colônias francesas.
A arma foi um fracasso tão grande que foi imediatamente redesenhada como a metralhadora St. Étienne Mle 1907, mas essa última, era apenas um pouco melhor que a original.